# Hanamaki
Hanamaki är en stad i prefekturen Iwate i nordöstra Japan. Efter sammanslagningar med omkringliggande orter 1954 och 2006 har staden nu cirka 100 000 invånare. Poeten och barnboksförfattaren Kenji Miyazawa (1896–1933) föddes i staden.